# Wiltshireocossus aries
Wiltshireocossus aries is een vlinder uit de familie houtboorders (Cossidae). De wetenschappelijke naam van deze soort is voor het eerst geldig gepubliceerd in 1902 door Püngeler.
De soort komt voor in tropisch Afrika.